# Eupithecia albirivata
Eupithecia albirivata là một loài bướm đêm trong họ Geometridae.